# Маракажу
Маракажу (порт. Maracaju) — муниципалитет в Бразилии, входит в штат Мату-Гросу-ду-Сул. Составная часть мезорегиона Юго-запад штата Мату-Гроссу-ду-Сул. Входит в экономико-статистический микрорегион Дорадус. Население составляет 30 924 человека на 2007 год. Занимает площадь 5298,840 км². Плотность населения — 5,83 чел./км².

## История
Город основан 11 июня 1928 года.

## Статистика
- Валовой внутренний продукт на 2005 год составляет 484 648 000,00 реалов (данные: Бразильский институт географии и статистики).
- Валовой внутренний продукт на душу населения на 2005 год составляет 17 164,00 реала (данные: Бразильский институт географии и статистики).
- Индекс развития человеческого потенциала на 2000 год составляет 0,781 (данные: Программа развития ООН).

## География
Климат местности: тропический.